# Test de Bayer

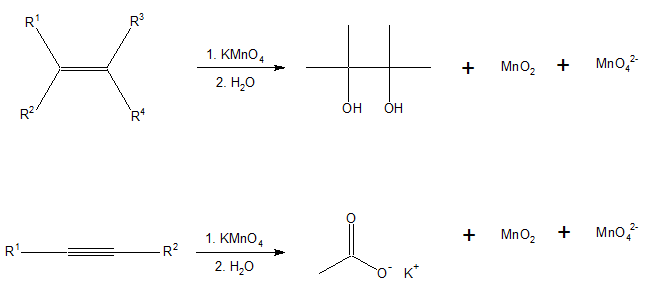
Un précipité de dioxyde de manganèse se forme quand le permanganate de potassium réagit avec une double liaison pour effectuer une syndihydroxylation.

Le test de Bayer, du nom du chimiste allemand Adolf von Bayer est un procédé utilisé en chimie organique visant à déterminer la présence ou non d'une insaturation dans une chaine carbonée.
Le test s'effectue à l'aide d'une solution de permanganate de potassium qui est un oxydant très puissant. Le réactif initialement de couleur rose ou violet devient marron en présence d'une insaturation.